# Première circonscription de l'Yonne
La première circonscription de l'Yonne est l'une des 3 circonscriptions législatives françaises que compte le département de l'Yonne (89) situé en région Bourgogne-Franche-Comté.

## Description géographique et démographique

### De 1958 à 1986
La première circonscription de l'Yonne était composée de :
- canton d'Aillant-sur-Tholon
- canton d'Auxerre-Est
- canton d'Auxerre-Ouest
- canton de Bléneau
- canton de Charny
- canton de Coulanges-la-Vineuse
- canton de Courson-les-Carrières
- canton de Saint-Fargeau
- canton de Saint-Sauveur
- canton de Toucy

Source : Journal Officiel du 14-15 Octobre 1958.

### De 1988 à 2010
La première circonscription de l'Yonne est composée des cantons suivants :
- canton d'Aillant-sur-Tholon
- canton d'Auxerre-Est
- canton d'Auxerre-Nord-Ouest
- canton d'Auxerre-Sud-Ouest
- canton de Bléneau
- canton de Charny
- canton de Coulanges-la-Vineuse
- canton de Courson-les-Carrières
- canton de Saint-Fargeau
- canton de Saint-Sauveur-en-Puisaye
- canton de Toucy, ainsi que des communes d'Andryes et d'Étais-la-Sauvin.

Le député est Daniel Grenon, membre du Rassemblement national.

Carte de la première circonscription de l'Yonne de 1958 à 1986
Carte de la première circonscription de l'Yonne de 1988 à 2012

## Historique des députations
| Législature | Début de mandat | Fin de mandat  | Député              | Parti politique | Observations |
| ----------- | --------------- | -------------- | ------------------- | --------------- | --- |
| IIe         | 6 décembre 1962 | 2 avril 1967   | Pierre Lemarchand   | UNR-UDT         | |
| IIIe        | 3 avril 1967    | 30 mai 1968    | Louis Périllier     | FGDS            | Mandat écourté à la suite d'une dissolution parlementaire décidée par Charles de Gaulle.                                                                       |
| IVe         | 11 juillet 1968 | 1er avril 1973 | Jean-Pierre Soisson | FNRI            | |
| Ve          | 2 avril 1973    | 2 avril 1978   | Jean-Pierre Soisson | FNRI            | Nommé au gouvernement le 8 juin 1974, remplacé par son suppléant Marc Masson.                                                                                  |
| VIe         | 3 avril 1978    | 22 mai 1981    | Marc Masson         | UDF             | Mandat écourté à la suite d'une dissolution parlementaire décidée par François Mitterrand.                                                                     |
| VIIe        | 2 juillet 1981  | 1er avril 1986 | Jean-Pierre Soisson | UDF             | |
| VIIIe       | 2 avril 1986    | 14 mai 1988    | Jean-Pierre Soisson | UDF             | Proportionnelle par département, pas de député par circonscription. Mandat écourté à la suite d'une dissolution parlementaire décidée par François Mitterrand. |
| IXe         | 23 juin 1988    | 1er avril 1993 | Jean-Pierre Soisson | UDF → MDR       | Nommé au gouvernement le 28 juin 1988, remplacé par son suppléant Serge Franchis.                                                                              |
| Xe          | 2 avril 1993    | 21 avril 1997  | Jean-Pierre Soisson | MDR             | Mandat écourté à la suite d'une dissolution parlementaire décidée par Jacques Chirac.                                                                          |
| XIe         | 12 juin 1997    | 18 juin 2002   | Jean-Pierre Soisson | MDR → DL        | |
| XIIe        | 19 juin 2002    | 19 juin 2007   | Jean-Pierre Soisson | UMP             | |
| XIIIe       | 20 juin 2007    | 19 juin 2012   | Jean-Pierre Soisson | UMP             | |
| XIVe        | 20 juin 2012    | 20 juin 2017   | Guillaume Larrivé   | UMP → LR        | |
| XVe         | 21 juin 2017    | 21 juin 2022   | Guillaume Larrivé   | LR              | |
| XVIe        | 22 juin 2022    | 9 juin 2024    | Daniel Grenon       | RN              | Mandat écourté à la suite d'une dissolution parlementaire décidée par Emmanuel Macron.                                                                         |
| XVIIe       | 8 juillet 2024  | En cours       | Daniel Grenon       | RN              | |

## Historique des élections

### Élections de 1958
| Candidat       | Candidat              | Parti          | Premier tour | Premier tour | Second tour | Second tour |  |
| Candidat       | Candidat              | Parti          | Voix         | %            | Voix        | %           |  |
| -------------- | --------------------- | -------------- | ------------ | ------------ | ----------- | ----------- |  |
|                | René Walter élu       | UNR            | 12 360       | 32,62        | 19 629      | 50,57       |  |
|                | Jean Moreau           | CNIP           | 10 203       | 26,93        | 9 119       | 23,49       |  |
|                | Marcel Bardin         | PCF            | 6 188        | 16,33        | 6 726       | 17,33       |  |
|                | Gérard Vée            | SFIO           | 4 927        | 13           | 3 339       | 8,6         |  |
|                | Jean-Michel Renaitour | Radsoc         | 4 213        | 11,12        | Retrait     | Retrait     |  |
|                |                       |                |              |              |             |             |  |
| Inscrits       | Inscrits              | Inscrits       | 53 415       | 100,00       | 53 454      | 100,00      |  |
| Abstentions    | Abstentions           | Abstentions    | 14 622       | 27,37        | 14 160      | 26,49       |  |
| Votants        | Votants               | Votants        | 38 793       | 72,63        | 39 294      | 73,51       |  |
| Blancs et nuls | Blancs et nuls        | Blancs et nuls | 902          | 2,33         | 481         | 1,22        |  |
| Exprimés       | Exprimés              | Exprimés       | 37 891       | 97,67        | 38 813      | 98,78       |  |

André Laffin était le suppléant de René Walter. Il le remplaça, à la suite de son décès, du 7 janvier 1960 au 9 octobre 1962.

### Élections de 1962
| Candidat       | Candidat               | Parti          | Premier tour | Premier tour | Second tour | Second tour |  |
| Candidat       | Candidat               | Parti          | Voix         | %            | Voix        | %           |  |
| -------------- | ---------------------- | -------------- | ------------ | ------------ | ----------- | ----------- |  |
|                | Pierre Lemarchand élu  | UNR-UDT        | 9 938        | 30,67        | 17 044      | 48,85       |  |
|                | Guy Lavrat             | PCF            | 6 264        | 19,33        | 9 940       | 28,49       |  |
|                | Gérard Vée             | SFIO           | 4 822        | 14,88        | Retrait     | Retrait     |  |
|                | Jean-Michel Renaitour  | Radsoc         | 4 303        | 13,28        | 7 904       | 22,66       |  |
|                | Charles-Albert Houette | CNIP           | 3 388        | 10,46        | Retrait     | Retrait     |  |
|                | Armand Touche          | Modérés        | 2 808        | 8,67         | Retrait     | Retrait     |  |
|                | Gérard Bloch           | PSU            | 880          | 2,72         |             |             |  |
|                |                        |                |              |              |             |             |  |
| Inscrits       | Inscrits               | Inscrits       | 52 904       | 100,00       | 52 996      | 100,00      |  |
| Abstentions    | Abstentions            | Abstentions    | 19 255       | 36,4         | 16 713      | 31,54       |  |
| Votants        | Votants                | Votants        | 33 649       | 63,6         | 36 283      | 68,46       |  |
| Blancs et nuls | Blancs et nuls         | Blancs et nuls | 1 246        | 3,7          | 1 395       | 3,84        |  |
| Exprimés       | Exprimés               | Exprimés       | 32 403       | 96,3         | 34 888      | 96,16       |  |

Le suppléant de Pierre Lemarchand était Maurice Barbe, avoué à Auxerre.

### Élections de 1967
| Candidat       | Candidat            | Parti          | Premier tour | Premier tour | Second tour | Second tour |  |
| Candidat       | Candidat            | Parti          | Voix         | %            | Voix        | %           |  |
| -------------- | ------------------- | -------------- | ------------ | ------------ | ----------- | ----------- |  |
|                | Jean-Pierre Soisson | RI             | 12 664       | 30,93        | 18 878      | 45,98       |  |
|                | Louis Lalande       | Modérés        | 9 207        | 22,49        | Retrait     | Retrait     |  |
|                | Guy Lavrat          | PCF            | 9 026        | 22,05        | Retrait     | Retrait     |  |
|                | Louis Périllier élu | FGDS (Radical) | 8 454        | 20,65        | 22 181      | 54,02       |  |
|                | Jean Moreau         | CNIP (PDM)     | 1 589        | 3,88         |             |             |  |
|                |                     |                |              |              |             |             |  |
| Inscrits       | Inscrits            | Inscrits       | 53 876       | 100,00       | 53 879      | 100,00      |  |
| Abstentions    | Abstentions         | Abstentions    | 11 819       | 21,94        | 11 652      | 21,63       |  |
| Votants        | Votants             | Votants        | 42 057       | 78,06        | 42 227      | 78,37       |  |
| Blancs et nuls | Blancs et nuls      | Blancs et nuls | 1 117        | 2,66         | 1 168       | 2,77        |  |
| Exprimés       | Exprimés            | Exprimés       | 40 940       | 97,34        | 41 059      | 97,23       |  |

Gérard Vée, ancien député, conseiller général du canton de Saint-Sauveur-en-Puisaye était le suppléant de Louis Périllier.

### Élections de 1968
| Candidat       | Candidat                | Parti          | Premier tour | Premier tour | Second tour | Second tour |  |
| Candidat       | Candidat                | Parti          | Voix         | %            | Voix        | %           |  |
| -------------- | ----------------------- | -------------- | ------------ | ------------ | ----------- | ----------- |  |
|                | Jean-Pierre Soisson élu | RI (URP)       | 14 036       | 34,01        | 22 790      | 54,66       |  |
|                | Louis Périllier sortant | FGDS (Radical) | 10 182       | 24,67        | 18 904      | 45,34       |  |
|                | Guy Lavrat              | PCF            | 6 668        | 16,16        | Retrait     | Retrait     |  |
|                | Bernard Chenot          | UDR (URP)      | 6 355        | 15,4         | Retrait     | Retrait     |  |
|                | Jean Kaeufling          | Modérés        | 3 057        | 7,41         |             |             |  |
|                | Pierre Ricard           | PSU            | 972          | 2,36         |             |             |  |
|                |                         |                |              |              |             |             |  |
| Inscrits       | Inscrits                | Inscrits       | 53 228       | 100,00       | 53 218      | 100,00      |  |
| Abstentions    | Abstentions             | Abstentions    | 11 365       | 21,35        | 10 877      | 20,44       |  |
| Votants        | Votants                 | Votants        | 41 863       | 78,65        | 42 341      | 79,56       |  |
| Blancs et nuls | Blancs et nuls          | Blancs et nuls | 593          | 1,42         | 647         | 1,53        |  |
| Exprimés       | Exprimés                | Exprimés       | 41 270       | 98,58        | 41 694      | 98,47       |  |

Le suppléant de Jean-Pierre Soisson était Louis-René Aubin, commerçant.

### Élections législatives de 1973
|                | Jean-Pierre Soisson sortant réélu | RI (URP)             | 24 267 | 53,59  |  |  |  |
|                | Michel Bonhenry                   | PS (UGSD)            | 9 045  | 19,97  |  |  |  |
|                | Guy Fernandez                     | PCF                  | 7 372  | 16,28  |  |  |  |
|                | Juliène Cuffaut                   | Rad (MR)             | 3 496  | 7,72   |  |  |  |
|                | Pierre Laguillaumie               | Extrême gauche (LCR) | 1 105  | 2,44   |  |  |  |
|                |                                   |                      |        |        |  |  |  |
| Inscrits       | Inscrits                          | Inscrits             | 57 206 | 100,00 |  |  |  |
| Abstentions    | Abstentions                       | Abstentions          | 10 976 | 19,19  |  |  |  |
| Votants        | Votants                           | Votants              | 46 230 | 80,81  |  |  |  |
| Blancs et nuls | Blancs et nuls                    | Blancs et nuls       | 945    | 2,04   |  |  |  |
| Exprimés       | Exprimés                          | Exprimés             | 45 285 | 97,96  |  |  |  |

### Élections de 1978
| Candidat       | Candidat                          | Parti          | Premier tour | Premier tour | Second tour | Second tour |  |
| Candidat       | Candidat                          | Parti          | Voix         | %            | Voix        | %           |  |
| -------------- | --------------------------------- | -------------- | ------------ | ------------ | ----------- | ----------- |  |
|                | Jean-Pierre Soisson sortant réélu | UDF (PR)       | 25 423       | 46,32        | 31 487      | 56,25       |  |
|                | Étienne Louis                     | PS             | 12 573       | 22,91        | 24 489      | 43,75       |  |
|                | Guy Fernandez                     | PCF            | 8 619        | 15,7         | Retrait     | Retrait     |  |
|                | Patrick Balkany                   | RPR            | 4 597        | 8,38         |             |             |  |
|                | Daniel Laprade                    | PSU (FA)       | 1 908        | 3,48         |             |             |  |
|                | Alain Wolf                        | LO             | 1 237        | 2,25         |             |             |  |
|                | Jean M. Merce                     | FN             | 530          | 0,97         |             |             |  |
|                |                                   |                |              |              |             |             |  |
| Inscrits       | Inscrits                          | Inscrits       | 67 022       | 100,00       | 67 014      | 100,00      |  |
| Abstentions    | Abstentions                       | Abstentions    | 11 053       | 16,49        | 9 999       | 14,92       |  |
| Votants        | Votants                           | Votants        | 55 969       | 83,51        | 57 015      | 85,08       |  |
| Blancs et nuls | Blancs et nuls                    | Blancs et nuls | 1 082        | 1,93         | 1 039       | 1,82        |  |
| Exprimés       | Exprimés                          | Exprimés       | 54 887       | 98,07        | 55 976      | 98,18       |  |

Le suppléant de Jean-Pierre Soisson était Marc Masson, avocat au barreau d'Auxerre, conseiller général du canton de Bléneau.

### Élections de 1981
| Candidat       | Candidat                          | Parti          | Premier tour | Premier tour | Second tour | Second tour |  |
| Candidat       | Candidat                          | Parti          | Voix         | %            | Voix        | %           |  |
| -------------- | --------------------------------- | -------------- | ------------ | ------------ | ----------- | ----------- |  |
|                | Jean-Pierre Soisson sortant réélu | UDF (PR) (UNM) | 24 904       | 49,78        | 28 204      | 50,77       |  |
|                | Michel Bonhenry                   | PS             | 19 338       | 38,66        | 27 346      | 49,23       |  |
|                | Guy Fernandez                     | PCF            | 5 028        | 10,05        |             |             |  |
|                | Daniel Laprade                    | PSU (PCR)      | 756          | 1,51         |             |             |  |
|                |                                   |                |              |              |             |             |  |
| Inscrits       | Inscrits                          | Inscrits       | 69 236       | 100,00       | 69 234      | 100,00      |  |
| Abstentions    | Abstentions                       | Abstentions    | 18 507       | 26,73        | 13 068      | 18,88       |  |
| Votants        | Votants                           | Votants        | 50 729       | 73,27        | 56 166      | 81,12       |  |
| Blancs et nuls | Blancs et nuls                    | Blancs et nuls | 703          | 1,39         | 616         | 1,1         |  |
| Exprimés       | Exprimés                          | Exprimés       | 50 026       | 98,61        | 55 550      | 98,9        |  |

### Élections de 1988
| Candidat       | Candidat                          | Parti          | Premier tour | Premier tour | Second tour | Second tour |  |
| Candidat       | Candidat                          | Parti          | Voix         | %            | Voix        | %           |  |
| -------------- | --------------------------------- | -------------- | ------------ | ------------ | ----------- | ----------- |  |
|                | Jean-Pierre Soisson sortant réélu | UDF (PR) (URC) | 22 592       | 48,61        | 28 869      | 57,93       |  |
|                | Jean-Paul Rousseau                | PS             | 13 951       | 30,02        | 20 961      | 42,07       |  |
|                | Claude Moreau                     | FN             | 4 701        | 10,11        |             |             |  |
|                | Jean-Marie Langoureau             | PCF            | 3 590        | 7,72         |             |             |  |
|                | Gérard Krier                      | Divers droite  | 1 054        | 2,27         |             |             |  |
|                | Gilles Mondème                    | Extrême gauche | 592          | 1,27         |             |             |  |
|                |                                   |                |              |              |             |             |  |
| Inscrits       | Inscrits                          | Inscrits       | 71 763       | 100,00       | 71 724      | 100,00      |  |
| Abstentions    | Abstentions                       | Abstentions    | 24 346       | 33,93        | 20 617      | 28,74       |  |
| Votants        | Votants                           | Votants        | 47 417       | 66,07        | 51 107      | 71,26       |  |
| Blancs et nuls | Blancs et nuls                    | Blancs et nuls | 937          | 1,98         | 1 277       | 2,5         |  |
| Exprimés       | Exprimés                          | Exprimés       | 46 480       | 98,02        | 49 830      | 97,5        |  |

Le suppléant de Jean-Pierre Soisson était Serge Franchis, conseiller général du canton d'Auxerre-Est, Président de l'Office municipal HLM d'Auxerre.

### Élections de 1993
| Candidat       | Candidat                          | Parti          | Premier tour | Premier tour | Second tour | Second tour |  |
| Candidat       | Candidat                          | Parti          | Voix         | %            | Voix        | %           |  |
| -------------- | --------------------------------- | -------------- | ------------ | ------------ | ----------- | ----------- |  |
|                | Jean-Pierre Soisson sortant réélu | MDR (PS)       | 16 579       | 35,17        | 26 819      | 63,02       |  |
|                | Pierre Bordier                    | UDF (PR)       | 10 517       | 22,31        | 15 737      | 36,98       |  |
|                | Claude Moreau                     | FN             | 6 417        | 13,61        |             |             |  |
|                | Michel Bonhenry                   | PS (ADFP)      | 4 033        | 8,56         |             |             |  |
|                | Jean-Marie Langoureau             | PCF            | 3 185        | 6,76         |             |             |  |
|                | Denis Roycourt                    | Les Verts (EÉ) | 3 112        | 6,60         |             |             |  |
|                | Jean-Paul Rousseau                | SÉGA           | 1 601        | 3,40         |             |             |  |
|                | Anny Noury                        | LT-LNÉ         | 1 497        | 3,18         |             |             |  |
|                | Jacques Toupet                    | LCR            | 195          | 0,14         |             |             |  |
|                |                                   |                |              |              |             |             |  |
| Inscrits       | Inscrits                          | Inscrits       | 73 123       | 100,00       | 73 158      | 100,00      |  |
| Abstentions    | Abstentions                       | Abstentions    | 23 422       | 32,03        | 25 054      | 34,25       |  |
| Votants        | Votants                           | Votants        | 49 701       | 67,97        | 48 104      | 65,75       |  |
| Blancs et nuls | Blancs et nuls                    | Blancs et nuls | 2 565        | 5,16         | 5 548       | 11,53       |  |
| Exprimés       | Exprimés                          | Exprimés       | 47 136       | 94,84        | 42 556      | 88,47       |  |

Le suppléant de Jean-Pierre Soisson était Serge Franchis.

### Élections de 1997
| Candidat                     | Candidat                          | Parti          | Premier tour | Premier tour | Second tour | Second tour |  |
| Candidat                     | Candidat                          | Parti          | Voix         | %            | Voix        | %           |  |
| ---------------------------- | --------------------------------- | -------------- | ------------ | ------------ | ----------- | ----------- |  |
|                              | Jean-Pierre Soisson sortant réélu | MDR            | 14 463       | 31,65        | 25 422      | 53,37       |  |
|                              | Guy Ferez                         | PS             | 8 751        | 19,15        | 22 211      | 46,63       |  |
|                              | Marcelin Foissier                 | FN             | 7 738        | 16,93        |             |             |  |
|                              | Jean-Marc Langoureau              | PCF            | 4 156        | 9,09         |             |             |  |
|                              | Claude Dassie                     | LDI (MPF)      | 2 455        | 5,37         |             |             |  |
|                              | Denis Martin                      | Les Verts      | 1 551        | 3,39         |             |             |  |
|                              | Alain Wolf                        | LO             | 1 139        | 2,49         |             |             |  |
|                              | Jean-Paul Rousseau                | MDC            | 989          | 2,16         |             |             |  |
|                              | Jean-Jacques Revillon             | Divers         | 804          | 1,76         |             |             |  |
|                              | Gérard Gomez                      | GÉ             | 728          | 1,59         |             |             |  |
|                              | Emmanuel Guidet                   | Divers         | 718          | 1,57         |             |             |  |
|                              | Martin Millot                     | Divers         | 674          | 1,47         |             |             |  |
|                              | Philippe Archambault              | MÉI            | 571          | 1,25         |             |             |  |
|                              | Michel Villerey                   | PT             | 569          | 1,25         |             |             |  |
|                              | Jean Malewski                     | LCR            | 393          | 0,86         |             |             |  |
|                              |                                   |                |              |              |             |             |  |
| Inscrits                     | Inscrits                          | Inscrits       | 73 068       | 100,00       | 73 064      | 100,00      |  |
| Abstentions                  | Abstentions                       | Abstentions    | 24 656       | 33,74        | 21 574      | 29,53       |  |
| Votants                      | Votants                           | Votants        | 48 412       | 66,26        | 51 490      | 70,47       |  |
| Blancs et nuls               | Blancs et nuls                    | Blancs et nuls | 2 713        | 5,6          | 3 857       | 7,49        |  |
| Exprimés                     | Exprimés                          | Exprimés       | 45 699       | 94,4         | 47 633      | 92,51       |  |
| Source : Assemblée nationale |                                   |                |              |              |             |             |  |

Le suppléant de Jean-Pierre Soisson était Jean-Louis Hussonnois, Vice-Président du Conseil régional de Bourgogne, médecin urgentiste.

### Élections de 2002
| Candidat       | Candidat                          | Parti            | Premier tour | Premier tour | Second tour | Second tour |  |
| Candidat       | Candidat                          | Parti            | Voix         | %            | Voix        | %           |  |
| -------------- | --------------------------------- | ---------------- | ------------ | ------------ | ----------- | ----------- |  |
|                | Jean-Pierre Soisson sortant réélu | UMP              | 21 131       | 43,96        | 25 067      | 57,18       |  |
|                | Florence Parly                    | PS               | 14 245       | 29,63        | 18 772      | 42,82       |  |
|                | Nicole Aureau                     | FN               | 6 847        | 14,24        |             |             |  |
|                | Jean-Paul Rousseau                | Pôle républicain | 1 470        | 3,06         |             |             |  |
|                | Ghislaine Gandon                  | CPNT             | 1 358        | 2,82         |             |             |  |
|                | Pierre Laguillaumie               | LCR              | 1 352        | 2,81         |             |             |  |
|                | Christine Pelletier               | LO               | 706          | 1,47         |             |             |  |
|                | Huguette Moyen                    | MNR              | 539          | 1,12         |             |             |  |
|                | Dominique Rakotomalala            | PT               | 424          | 0,88         |             |             |  |
|                |                                   |                  |              |              |             |             |  |
| Inscrits       | Inscrits                          | Inscrits         | 75 963       | 100,00       | 75 953      | 100,00      |  |
| Abstentions    | Abstentions                       | Abstentions      | 26 679       | 35,12        | 29 930      | 39,41       |  |
| Votants        | Votants                           | Votants          | 49 284       | 64,88        | 46 023      | 60,59       |  |
| Blancs et nuls | Blancs et nuls                    | Blancs et nuls   | 1 212        | 2,46         | 2 184       | 4,75        |  |
| Exprimés       | Exprimés                          | Exprimés         | 48 072       | 97,54        | 43 839      | 95,25       |  |

Le suppléant de Jean-Pierre Soisson était Guillaume Larrivé, spécialiste des questions juridiques, d'Auxerre.

### Élection de 2007
| Candidat                          | Candidat                          | Parti                | Premier tour | Premier tour | Second tour | Second tour |  |
| Candidat                          | Candidat                          | Parti                | Voix         | %            | Voix        | %           |  |
| --------------------------------- | --------------------------------- | -------------------- | ------------ | ------------ | ----------- | ----------- |  |
|                                   | Jean-Pierre Soisson sortant réélu | UMP                  | 18 430       | 39,45        | 24 675      | 54,53       |  |
|                                   | Mireille Le Corre                 | PS                   | 10 256       | 21,95        | 20 577      | 45,47       |  |
|                                   | Pascal Henriat                    | UDF–MoDem            | 5 108        | 10,93        |             |             |  |
|                                   | Jean-Philippe Saulnier-Arrighi    | Divers droite        | 3 659        | 7,83         |             |             |  |
|                                   | Richard Jacob                     | FN                   | 2 649        | 5,67         |             |             |  |
|                                   | Chantal Dhoukar                   | Les Verts            | 1 607        | 3,44         |             |             |  |
|                                   | Brigitte Picq-Debelle             | PCF                  | 1 526        | 3,27         |             |             |  |
|                                   | Michel Hournon                    | Extrême gauche (LCR) | 1 226        | 2,62         |             |             |  |
|                                   | Marie-Jeanne Bontemps             | MPF                  | 709          | 1,52         |             |             |  |
|                                   | Anique Carel-Robillard            | CPNT                 | 626          | 1,34         |             |             |  |
|                                   | Christine Pelletier               | Extrême gauche (LO)  | 466          | 1,00         |             |             |  |
|                                   | Pascale Voillot                   | Sans étiquette       | 459          | 0,98         |             |             |  |
|                                   |                                   |                      |              |              |             |             |  |
| Inscrits                          | Inscrits                          | Inscrits             | 79 124       | 100,00       | 79 127      | 100,00      |  |
| Abstentions                       | Abstentions                       | Abstentions          | 31 556       | 39,88        | 31 863      | 40,27       |  |
| Votants                           | Votants                           | Votants              | 47 568       | 60,12        | 47 264      | 59,73       |  |
| Blancs et nuls                    | Blancs et nuls                    | Blancs et nuls       | 847          | 1,78         | 2 012       | 4,26        |  |
| Exprimés                          | Exprimés                          | Exprimés             | 46 721       | 98,22        | 45 252      | 95,74       |  |
| Source : Ministère de l'Intérieur |                                   |                      |              |              |             |             |  |

### Élections de 2012
Le maire d'Auxerre, Guy Férez, est candidat pour le PS. Guillaume Larrivé (UMP) succède lui à Jean-Pierre Soisson et est élu député.
| Candidat                          | Candidat              | Parti                    | Premier tour | Premier tour | Second tour | Second tour |  |
| Candidat                          | Candidat              | Parti                    | Voix         | %            | Voix        | %           |  |
| --------------------------------- | --------------------- | ------------------------ | ------------ | ------------ | ----------- | ----------- |  |
|                                   | Guy Férez             | PS                       | 16 631       | 35,75        | 22 554      | 48,36       |  |
|                                   | Guillaume Larrivé élu | UMP                      | 16 015       | 34,43        | 24 082      | 51,64       |  |
|                                   | Richard Jacob         | RBM (FN)                 | 7 809        | 16,79        |             |             |  |
|                                   | Alain Raymont         | FG (PCF) (Divers gauche) | 2 385        | 5,13         |             |             |  |
|                                   | Maud Navarre          | EÉLV                     | 2 078        | 4,47         |             |             |  |
|                                   | Marion Sigaut         | DLR                      | 550          | 1,18         |             |             |  |
|                                   | Marie-Jeanne Bontemps | MPF                      | 285          | 0,61         |             |             |  |
|                                   | Nicole Assegond       | NPA                      | 263          | 0,57         |             |             |  |
|                                   | Fabienne Delorme      | LO                       | 244          | 0,52         |             |             |  |
|                                   | Bernard Beherec       | AÉI                      | 180          | 0,39         |             |             |  |
|                                   | Joël Rigolat          | UPF (MoDem)              | 81           | 0,17         |             |             |  |
|                                   |                       |                          |              |              |             |             |  |
| Inscrits                          | Inscrits              | Inscrits                 | 78 339       | 100,00       | 78 334      | 100,00      |  |
| Abstentions                       | Abstentions           | Abstentions              | 31 152       | 39,77        | 30 362      | 38,76       |  |
| Votants                           | Votants               | Votants                  | 47 187       | 60,23        | 47 972      | 61,24       |  |
| Blancs et nuls                    | Blancs et nuls        | Blancs et nuls           | 666          | 1,41         | 1 336       | 2,78        |  |
| Exprimés                          | Exprimés              | Exprimés                 | 46 521       | 98,59        | 46 636      | 97,22       |  |
| Source : Ministère de l'Intérieur |                       |                          |              |              |             |             |  |

### Élections de 2017
|                                                                         | |                           |                           |                          |                          |
|                                                                         | | Premier tour 11 juin 2017 | Premier tour 11 juin 2017 | Second tour 18 juin 2017 | Second tour 18 juin 2017 |
|                                                                         | |                           |                           |                          |                          |
|                                                                         | | Nombre                    | % des inscrits            | Nombre                   | % des inscrits           |
| Inscrits                                                                | Inscrits | 76 955                    | 100,00                    | 76 913                   | 100,00                   |
| Abstentions                                                             | Abstentions | 36 283                    | 47,15                     | 39 259                   | 51,04                    |
| Votants                                                                 | Votants | 40 672                    | 52,85                     | 37 654                   | 48,96                    |
|                                                                         | |                           | % des votants             |                          | % des votants            |
| Bulletins blancs                                                        | Bulletins blancs | 560                       | 1,38                      | 2 137                    | 5,68                     |
| Bulletins nuls                                                          | Bulletins nuls | 175                       | 0,43                      | 834                      | 2,21                     |
| Suffrages exprimés                                                      | Suffrages exprimés | 39 937                    | 98,19                     | 34 683                   | 92,11                    |
|                                                                         | |                           |                           |                          |                          |
| Candidat Étiquette politique (partis et alliances)                      | Candidat Étiquette politique (partis et alliances)                                                                               | Voix                      | % des exprimés            | Voix                     | % des exprimés           |
|                                                                         | |                           |                           |                          |                          |
|                                                                         | Paulo Da Silva Moreira La République en marche                                                                                   | 13 482                    | 33,76                     | 16 442                   | 47,41                    |
|                                                                         | Guillaume Larrivé (député sortant) Les Républicains (Union des démocrates et indépendants - Chasse, pêche, nature et traditions) | 11 587                    | 29,01                     | 18 241                   | 52,59                    |
|                                                                         | Ludovic Vigreux Front national                                                                                                   | 6 221                     | 15,58                     |                          |                          |
|                                                                         | Mathieu Deburghrave La France insoumise                                                                                          | 4 248                     | 10,64                     |                          |                          |
|                                                                         | Maud Navarre Europe Écologie Les Verts (Parti socialiste - Parti radical de gauche)                                              | 2 453                     | 6,14                      |                          |                          |
|                                                                         | Anna Contant Debout la France | 648                       | 1,62                      |                          |                          |
|                                                                         | Françoise Gazel-Charlier Écologiste (Alliance écologiste indépendante)                                                           | 307                       | 0,77                      |                          |                          |
|                                                                         | Sylvie Manigaut Lutte ouvrière                                                                                                   | 262                       | 0,66                      |                          |                          |
|                                                                         | Nordine Bouchrou Divers | 260                       | 0,65                      |                          |                          |
|                                                                         | Mathieu Porcher Divers | 196                       | 0,49                      |                          |                          |
|                                                                         | Véronique Montigny Divers (Union populaire républicaine)                                                                         | 189                       | 0,47                      |                          |                          |
|                                                                         | Ramazan Yilmaz Divers (Parti égalité et justice)                                                                                 | 84                        | 0,21                      |                          |                          |
| Source : Ministère de l'Intérieur - Première circonscription de l'Yonne | |                           |                           |                          |                          |

### Élections de 2022
| Résultats des élections législatives des 12 et 19 juin 2022 de la 1re circonscription de l'Yonne |                          |                          |                          |              |              |             |             |
| Candidat                                                                                         | Candidat                 | Parti et coalition       | Nuance                   | Premier tour | Premier tour | Second tour | Second tour |
| Candidat                                                                                         | Candidat                 | Parti et coalition       | Nuance                   | Voix         | %            | Voix        | %           |
|                                                                                                  | Florence Loury           | EELV (NUPES)             | NUP                      | 9 339        | 24,25        | 16 135      | 48,90       |
|                                                                                                  | Daniel Grenon            | RN                       | RN                       | 9 214        | 23,92        | 16 864      | 51,10       |
|                                                                                                  | Guillaume Larrivé        | LR (UDC)                 | LR                       | 8 709        | 22,61        |             |             |
|                                                                                                  | Victor Albrecht          | LREM (ENS)               | ENS                      | 7 509        | 19,50        |             |             |
|                                                                                                  | Paul Téqui               | REC                      | REC                      | 1 835        | 4,76         |             |             |
|                                                                                                  | Elsa Guyot               | PA                       | ECO                      | 639          | 1,66         |             |             |
|                                                                                                  | Yvonne Guyard            | DLF (UPF)                | DSV                      | 549          | 1,43         |             |             |
|                                                                                                  | Sylvie Manigaut          | LO                       | DXG                      | 361          | 0,94         |             |             |
|                                                                                                  | Jean-Charles Kermin      | POID                     | DXG                      | 359          | 0,93         |             |             |
| Votes valides                                                                                    | Votes valides            | Votes valides            | Votes valides            | 38 154       | 98,02        | 32 999      | 87,47       |
| Votes blancs                                                                                     | Votes blancs             | Votes blancs             | Votes blancs             | 570          | 1,45         | 3 682       | 9,76        |
| Votes nuls                                                                                       | Votes nuls               | Votes nuls               | Votes nuls               | 206          | 0,52         | 1 047       | 2,78        |
| Total                                                                                            | Total                    | Total                    | Total                    | 39 290       | 100          | 37 728      | 100         |
| Abstention                                                                                       | Abstention               | Abstention               | Abstention               | 36 472       | 48,14        | 38 032      | 50,20       |
| Inscrits / participation                                                                         | Inscrits / participation | Inscrits / participation | Inscrits / participation | 75 762       | 51,86        | 75 760      | 49,80       |

### Élections de 2024
| Candidat                 | Candidat                 | Parti et coalition       | Nuance                   | Premier tour | Premier tour | Second tour | Second tour |
| Candidat                 | Candidat                 | Parti et coalition       | Nuance                   | Voix         | %            | Voix        | %           |
| ------------------------ | ------------------------ | ------------------------ | ------------------------ | ------------ | ------------ | ----------- | ----------- |
|                          | Daniel Grenon            | RN                       | RN                       | 20 486       | 40,40        | 23 737      | 51,38       |
|                          | Florence Loury           | LÉ (NFP)                 | UG                       | 12 851       | 25,34        | 22 459      | 48,62       |
|                          | Victor Albrecht          | RE (ENS)                 | ENS                      | 8 871        | 17,49        |             |             |
|                          | Céline Bähr              | LR (UDC)                 | LR                       | 7 303        | 14,40        |             |             |
|                          | Sylvie Manigaut          | LO                       | EXG                      | 654          | 1,29         |             |             |
|                          | Jean-Christophe Letierce | REC                      | REC                      | 542          | 1,07         |             |             |
|                          |                          |                          |                          |              |              |             |             |
| Votes valides            | Votes valides            | Votes valides            | Votes valides            | 50 707       | 97,52        | 46 196      | 89,57       |
| Votes blancs             | Votes blancs             | Votes blancs             | Votes blancs             | 933          | 1,79         | 4 267       | 8,27        |
| Votes nuls               | Votes nuls               | Votes nuls               | Votes nuls               | 357          | 0,69         | 1 114       | 2,16        |
| Total                    | Total                    | Total                    | Total                    | 51 997       | 100          | 51 577      | 100         |
| Abstention               | Abstention               | Abstention               | Abstention               | 22 976       | 30,65        | 23 399      | 31,21       |
| Inscrits / participation | Inscrits / participation | Inscrits / participation | Inscrits / participation | 74 973       | 69,35        | 74 976      | 68,79       |

Le suppléant de Daniel Grenon est Jean-Marc Ponelle, avocat au barreau de Paris.